# Baphetidae
Baphetidae — вимерла родина стеблових тетраподоморфів. Бафетиди були великими лабіринтодонтними хижаками пізнього кам'яновугільного періоду (намюрського – вестфальського) Європи. Фрагментарні залишки з раннього карбону Канади були попередньо віднесені до групи. Філогенетичні зв'язки бафетид невизначені; в той час як багато досліджень відносять групу до близьких родичів Amniota, інші аналізи виявили, що Baphetidae є більш базальною кладою ранніх стеблових тетраподоморфів. Бафетиди були одними з перших знайдених викопних кам'яновугільних тетраподоморфів і були вперше описані в 1850 році Джоном Вільямом Доусоном. Бафетиди були віднесені до родини Loxommatidae, але пізніше було показано, що ця група є молодшим синонімом Baphetidae, яка була названа раніше в 1865 році. Бафетиди відомі в основному з черепів; було знайдено дуже мало посткраніального матеріалу.